# Ellipsidion
Ellipsidion es un género de cucarachas de la familia Ectobiidae. Fue descrito por Saussure en 1863.

## Especies
- Ellipsidion amplum Hebard, 1943
- Ellipsidion australe (Saussure, 1863)
- Ellipsidion bicolor (Tepper, 1895)
- Ellipsidion castaneum (Shelford, 1907)
- Ellipsidion femoratum (Brunner von Wattenwyl, 1865)
- Ellipsidion gemmiculum Hebard, 1943
- Ellipsidion humerale (Tepper, 1893)
- Ellipsidion laetum Hanitsch, 1934
- Ellipsidion magnificum Hebard, 1943
- Ellipsidion marginiferum (Walker, 1868)
- Ellipsidion notabile Hebard, 1943
- Ellipsidion quadripunctatum (Tepper, 1893)
- Ellipsidion ramosum (Walker, 1871)
- Ellipsidion reticulatum Saussure, 1864
- Ellipsidion simulans Hebard, 1943
- Ellipsidion terminale Hanitsch, 1923
- Ellipsidion variegatum (Fabricius, 1775)
- Ellipsidion yapenensis Roth, 1999